# San Cataldo (Lecce)
San Cataldo is een plaats (frazione) in de Italiaanse gemeente Lecce.
In de Romeinse tijd was het de haven van de nabije stad Lecce. In het Latijn droeg de haven de naam Portus Hadriani en Lecce de naam Lupiae.

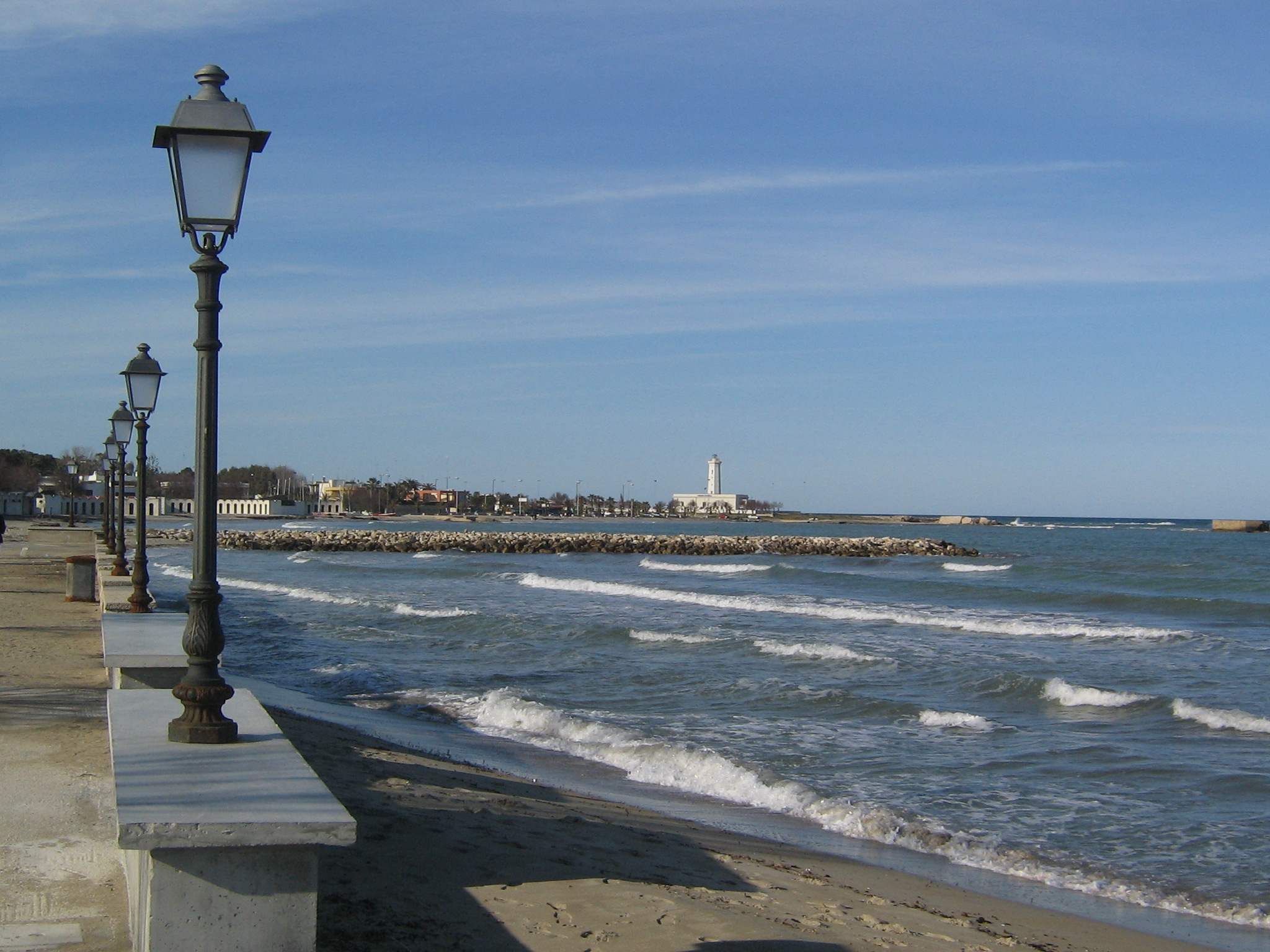
San Cataldo